# Jacek Majewski
Jacek Majewski (ur. 1966, zm. 25 października 2006 w Bydgoszczy) – polski perkusista i perkusjonista, właściciel niezależnego wydawnictwa muzycznego Mózg Production, współzałożyciel bydgoskiego klubu muzycznego „Mózg”.
Współtworzył kierunek muzyczny zwany yassem. Współpracował z wieloma muzykami i formacjami improwizującymi: Caroline Craabel, Diffusion Ansamble, Gendos, Jon Dobie, Peter Kowald, Łoskot, Maestro Trytony, Mazzoll & Arhythmic Perfection, Sainko Namtchylak, Pink Freud, Jon Rose, Tymonem Tymańskim, Yass Big Band. Koncertował w Niemczech, Finlandii, Austrii, Włoszech, Danii, USA, Czechach i na Węgrzech, wziął udział w nagraniu 15 płyt, między innymi: Melassa Kazika, oraz ścieżki dźwiękowej do filmu Wesele Wojtka Smarzowskiego. 
Wraz ze Sławkiem Janickim był założycielem klubu muzycznego „Mózg”, którym kierowali  w latach 1994–2004. 1 stycznia 2005 Majewski wycofał się z prowadzenia klubu ze względów zdrowotnych.
Jacek Majewski jako perkusista łączył egzotyczny i etniczny charakter swoich instrumentów, wykorzystując jednocześnie klasyczną perkusję i duży asortyment talerzy. Często sięgał po nietypowe brzmienia, wykorzystując wodę, metal, drewno, beczki czy rury.
Był mężem Elżbiety Jabłońskiej. Mieli syna, Antoniego Majewskiego, który został wiolonczelistą.